# Olga Orgonista
Olga Orgonista (Budapest, 22 febbraio 1901 – Budapest, 20 novembre 1978) è stata una pattinatrice artistica su ghiaccio ungherese, specializzata nel pattinaggio artistico su ghiaccio a coppie.

## Palmarès
(coppie con Sándor Szalay)
| Evento                         | 1928 | 1929 | 1930 | 1931 | 1932 |
| ------------------------------ | ---- | ---- | ---- | ---- | ---- |
| Giochi olimpici invernali      |      |      |      |      | 4°   |
| Campionati mondiali            |      | 3°   |      | 2°   | 4°   |
| Campionati europei             |      |      | 1°   | 1°   |      |
| Campionati nazionali ungheresi | 1°   | 1°   | 1°   |      |      |